# Shawn Drover
Shawn Drover (ur. 5 maja 1966 roku w Montrealu) – kanadyjski perkusista. Drover znany jest z występów w grupach muzycznych Eidolon oraz Megadeth. Od 2014 roku współtworzy formację Act of Defiance.
Muzyk jest endroserem instrumentów firm Yamaha, Vic Firth i Sabian.
Jego młodszy brat Glen również jest muzykiem.

## Dyskografia
| Eidolon - Sacred Shrine (1993) - Zero Hour (1996) - Seven Spirits (1997) - Nightmare World (2000) - Hallowed Apparition (2001) - Coma Nation (2002) - Apostles Of Defiance (2003) - The Parallel Otherworld (2006) |  | Megadeth - Gigantour (2005) - Arsenal of Megadeth (2006) - Gigantour 2 (2006) - That One Night: Live in Buenos Aires (2007) - United Abominations (2007) - Endgame (2009) - The Big Four: Live from Sofia, Bulgaria (2010) - TH1RT3EN (2011) - Super Collider (2013) |